# Font de la Carosa
La font de la Carosa és una font d’aigua natural situada al paratge de la Coromina, al terme municipal de Cardona (Bages), a Catalunya. El seu nom prové d’Elizendis, filla de Guillem Sardany, propietari d’aquest indret a començaments del segle XIV. L’any 1325, Elizendis era coneguda amb el sobrenom de na Carosa, motiu pel qual la font prengué aquest nom.
Tradicionalment, la font brollava per dos brocs i l’aigua es distingia per la seva bona qualitat i temperatura constant al llarg de tot l’any, tant a l’estiu com a l’hivern. El cabal es recollia en un petit dipòsit que resultava molt adequat per refrescar begudes i fruita, especialment durant les fontades, una activitat popular de lleure a l’aire lliure.
S’hi pot accedir a peu o en vehicle tot terreny a través d’una pista que surt des del nucli dels Escorials, dins el mateix municipi. Tot i que actualment l’aigua ja no brolla com antigament, la font conserva el seu valor històric, cultural i paisatgístic dins l’entorn natural de Cardona.